# Jutta Nardenbach
Jutta Nardenbach (Bendorf, 1968. augusztus 13. – 2018. június 8.) háromszoros Európa-bajnok válogatott német labdarúgó, hátvéd.

## Pályafutása

### Klubcsapatban
1990-ig a TuS Ahrbach labdarúgója volt. 1990 és 1994 között a TSV Siegen csapatában szerepelt, ahol három bajnoki címet és egy német kupa-győzelmet ért el az együttessel. Az 1990–91-es idényben csapattársa volt a magyar válogatott Kern Edit. 1994 és 1996 között ismét az Ahrbach játékosa volt.1996 és 1998 között az FCR 2001 Duisburg, 1998 és 2000 között az SC 07 Bad Neuenahr együttesében játszott. 2000 és 2002 között az 1. FFC Frankfurt hátvédje volt. Két-két bajnoki címet és német kupagyőzelmet ért el az együttessel. A 2001–02-es idényben tagja volt a Női UEFA-kupa-győztes csapatnak. 2003-04-ben az FFC Brauweiler Pulheim, 2004-05-ben az SG Essen-Schönebeck labdarúgója volt.

### A válogatottban
1986 és 1996 között 59 alkalommal szerepelt a német válogatottban (1991-ig nyugatnémet válogatottban) és négy gólt szerzett. Négy Európa-bajnokságon vett részt, ahol három alkalommal (1989, 1991, 1995) aranyérmet nyert a csapattal. Tagja volt az 1991-es kínai világbajnokságon és az 1996-os atlantai olimpián részt vevő válogatottnak.

## Sikerei, díjai
NSZK és Németország
- Európa-bajnokság
  - aranyérmes (3): 1989, 1991, 1995

 TSV Siegen
- Német bajnokság
  - bajnok (3): 1990–91, 1991–92, 1993–94
- Német kupa
  - győztes: 1993

 1. FFC Frankfurt
- Német bajnokság
  - bajnok (2): 2000–01, 2001–02
- Német kupa
  - győztes (2): 2001, 2002
- Női UEFA-kupa
  - győztes: 2001–02